# 핼 린든
핼 린든(Hal Linden, 영어 발음: /hæl/, 1931년 3월 20일 ~ )은 미국의 배우, 텔레비전 감독, 음악가이다.
뉴욕에서 태어났다.

## 출연 작품
- 스티비 D (2015년)
- 프리저번 (2005년)
- 글로우 (2002년) - 아놀드 역
- 타임 체인저 (2002년) - 딘 역
- 미스터 룸바 (1997년)
- 고립 지대 (1995년)
- 아버지와 두 아들 (1989, Dream Breakers)
- 사랑 교체 (1988년)
- 디아더 우먼 (1983년)
- 스타플라이트 (1983년)
- 노바 (1974년)
- 고질라 8 - 고질라 대 바다 괴물 (1966년)
- 벨스 아 링잉 (1960년)

### 텔레비전
- 천사의 손길 (1996-2001)
- 더 볼드 앤 더 뷰티풀 (2006-07)